# バイオハザード アウトブレイク ファイル2
『バイオハザード アウトブレイク ファイル2』（バイオハザード アウトブレイク ファイルツー、BIOHAZARD OUTBREAK FILE 2）は、2004年9月9日にカプコンよりPlayStation 2用として発売されたホラーアクションアドベンチャーゲーム。『バイオハザード アウトブレイク』の続編である。2005年4月26日にアメリカで、2005年8月26日にはヨーロッパでも発売。

## 概要
前作のアナザーストーリーという位置づけである。前作からの変更点はエクストラアイテムの追加、新しいアクションの追加、新しいクリーチャーの追加、新しい武器の追加などがあるほか、最初のシナリオから難易度が高い。また、前作のデータが同メモリーカード内にある状態で「コンバート」を使えば、前作のコレクションがすべて出現するようになった。これにより、オフラインユーザーでも前作の隠し要素をすべて楽しめるようになっている。

### ゲーム概要
※ 前作のシステムに加えて、新たなシステムが追加されている。
新たなアクションの追加
武器を構えたまま移動できる「構え歩き」アクションが追加された。敵が近づくと自動的にそちらを向くため、不意打ちされる危険性が下がった。また、弱点部位が存在する敵の場合は自動でその部位に照準が合う（タナトスRの心臓、ゾンビエレファントの頭部など）。武器をしばらく構えた状態にすると自動で敵の弱点に照準を合わせられるようになった。はいずり状態でもアイテムの入手が可能になった。また、一部のキャラクターに新しいスペシャルアクションが追加されている。マップ、ファイル画面でのアドリブも可能になった。マップではカーソルを合わせた場所の名前、ファイルではそのファイルに書かれているヒントをアドリブで読み返すことが可能。
アピールの追加
新たに「謝罪」のアピールが追加された。
エクストラアイテムの追加
各プレイヤーキャラが最初から持っているアイテム。プレイヤーキャラ毎にアイテムが違う。パーソナルアイテムと違って受け渡しが可能である。
AIPCの任意選択
前作はシナリオ毎にAIPCが固定されていたが、今作ではオフラインでシナリオをはじめる毎にAIPCを二人選択できるようになった。条件を満たすと隠しコスチュームやNPCも選択できるようになる。
相性の追加
キャラクターの相性が良いとプレイヤーの指示を聞くことが多くなったりプレイヤーに同行してくれるなど協力的な行動を取ってくれることが多くなる。逆に相性が悪いとプレイヤーの指示を拒否することが多くなったり単独行動を取るなど非協力的な行動を取ることが多くなる。
エクストラシナリオの追加
今作でも前作同様5つのシナリオから1つを選んでプレイすることになるが、ある条件を満たせばエクストラシナリオをプレイできる。ランダムに繋がった各部屋を回って一般クリーチャーを全滅させる「殲滅」と、ひたすらボスを倒し続ける「対峙」の2種類があり、各3つ、合計6つ用意されている。
また、難易度イージーではハンターの首刈りなどの即死攻撃は無効化され、大ダメージを受けるだけになっている。ただし、ハンターγやアリゲーターの丸呑みなどのライフが残りわずかになった時のみ繰り出してくる即死攻撃や、落下による死亡などは無効化されない。
シナリオの任意選択可能
前作では一つのシナリオをクリアすることで新しいシナリオが出現するシステムだったが、今作では「突破」とエクストラシナリオ以外のすべてのシナリオが最初から選択可能であり、順不同で選択することができる。「咆哮」「異界」「記憶」「死守」の各シナリオをクリアすると最終シナリオの「突破」が出現する。

## オンライン
- 特徴
  - 同じキャラは選択できない（『FILE1』では同タイプのNPCは選べないが『FILE2』では可能になった）。
  - ゲーム自体の参加費は無料だが、プレイするにはKDDIの運営するマルチマッチングBB（有料）に加入しなければならない。
  - ゲームプレイ前はチャットできるが、ゲームプレイ中はチャットができず、予め用意されているアドリブ・アピールで意思疎通などを行なう。
  - 同時参加人数は最少1人から最大4人。
  - 部屋を作って、参加者を募るシステムでチャットをしながら参加者を待てる。設定は難易度、キャラクター、待ち時間、部屋のタイトルを編集可能。ただし、開いた後は閉じなければ編集できない。
- オフラインとの違い
  - アイテムがランダム配置。
  - ウィルスゲージが100％になりゲームオーバーとなった場合、ゾンビになって動き回れる。制限時間は10分である。味方への攻撃も可能だが、一般的に荒らし行為として認識されている。ドアの開閉もできるが、ハシゴの乗降はできない。
  - セレクトボタンを押しても時間は止まらない。
  - ゾンビとなった場合、制限時間内でもムービーが開始されればゲームオーバーとなる。
  - 他のキャラからのアイテム要求文が表示されるようになり、こちらが要求した場合は相手側に要求文が表示される。
  - 追加設定として、味方の攻撃が当たるかどうか決められる。これによりあえて味方同士で戦うというプレイも可能である。
- OUTBREAK FILE2 ロビー
  - 参加者を募る方法として各コーナーにクイックスタートが追加された。これはキャラクターを選ぶだけで自動的に部屋を決めて始めると言うものである。
  - 一つのコーナーにつき、20部屋ずつある。前作との相違点は一コーナーに320部屋ある訳ではない。
  - 無制限の「フリーモード」を始め10のコーナーがある（例：自動的に敵の攻撃が強くなるナイトメアモードになるナイトメアコーナーなど）。

## シナリオ

### メインシナリオ
咆哮（wild things）
避難用ヘリの発着場をたどり着くべく、凶暴化した動物たちが徘徊するラクーン動物園内を通過する。園内は植物園や熱帯エリア、淡水エリアなどといった広大なエリアからなり、動物園が舞台であるため登場するクリーチャーも多種多様である。強敵のゾンビエレファントが序盤から登場して園内を徘徊しているため、難易度は高い。敵は主に凶暴化した動物たちで、人間のゾンビは序盤にごく少数が登場する程度。園内の各所に落ちているマスコットメダルは、事務所内の仕掛けに使用することで行動可能範囲を広げるために必要な鍵のほか、弾薬などが手に入る。難易度によってメダルの位置は変化し、要求される枚数も変わる。ボスは条件次第で、ゾンビエレファントかゾンビライオン（オス）のどちらかになる。
異界（underbelly）
ゾンビからの襲撃から逃れ、咄嗟に駆け込んだ地下鉄駅からの脱出を目指す。前半はゾンビしか出現しないが、後半のイベント後はメガバイトが主な敵となる。無人列車突入による構内火災イベントやランダムにプレイヤーキャラが拉致されるイベントなど、他シナリオに比べてイベントが多い。基本的には地下鉄に乗って脱出するが、乗り遅れても排気塔から脱出することが可能。ボスはギガバイト。
記憶（flash back）
隣町への抜け道があると聞きつけた一行はアークレイ山地を訪れた。たどり着いた山小屋に現れた謎の老人・アルの先導により巨大な植物に浸蝕された廃病院へと迷い込む。病院に閉じ込められた一行は、突如現れた怪人・アクスマンの襲撃を避けつつ院内からの脱出を図る。院内では常にアクスマンが付きまとうため、撃退用の弾薬の確保が重要となる。また、グリーンゾンビやイビルシェード、ワスプなど毒を持つ敵が非常に多いため、ブルーハーブや解毒剤は必須。病院に入る前の森のエリアではマップが参照できず、難易度によってルートが変化する。ルートによっては病院に行かずに森を抜けることもできる。病院ルートを選択し、院内の特定ファイルをすべて回収するなどの条件を満たし、アクスマンの正体や廃病院の真相を暴くことによりトゥルーエンドとなる。プレイヤーキャラがアリッサのときのみに見ることができる専用エンディングが存在し、一般キャラのエンディングも含めると全6種類存在する。ボスはヒュージプラント。
死守（desperate times）
安全を求めてラクーンシティ警察署に逃げ込んだ一行は署内に残された生き残りの警官たちと共に警察署からの脱出作戦を実行する。警察署をゾンビの侵入から死守し、避難車両到着まで持ちこたえるのが目的。前半は脱出のためのアイテムを探し、後半は制限時間内に署内の武器を集めることになる。署内の各所には神経ガス発生装置が設置されており、警報と警告アナウンスとともに発生する。ガスは一定時間おきに複数の部屋で同時発生し、時間経過またはガス中和剤の使用で消滅する。ガスに晒されるとウィルスゲージが劇的な速さで進行するが、クリーチャーには効果がない。高難易度ではガスの発生する部屋の数が多く、発生時間も長い。ボスは大量のゾンビで、難易度ごとに規定された数を倒せばクリアとなる。プレイヤーキャラがケビンのときのみ、エンディングの演出が若干変化する。
突破（end of the road）
偶然訪れたアンブレラ開発センターで研究員らと遭遇し、崩壊迫る街からの脱出手段があることを知る。研究所から地下の下水道、ラクーン市街を抜けて脱出を目指す。前半はタイラントの起動が主な目的となり、タイラント起動後は研究所の出口を、タイラントが暴走した後は追撃をかわしながら市街へと向かうことになる。下水道でタイラントを倒したか否かにより、ルートが変化する。市街では地雷が仕掛けられていたりU.B.C.S.隊員に狙撃されたりと、難易度が非常に高い。研究所所員のリンダを助けたかによってエンディングが変化するほか、ヘリで脱出するルートとトラックで脱出するルートが存在する。ボスはニュクスまたはタイラントR。

### エクストラシナリオ
初心（training ground）
舞台はJ'sBAR。操作方法やスペシャルアクションなどを練習するステージ。NPCを使用してのプレイは不可能。選択したAIPCのうち1人目は肩を貸す動作やアイテム受け渡しの練習相手に、2人目は死亡したNPCからアイテムを回収する練習での死体役になる。敵は屋上にゾンビが1体だけ出現するのみとなっており、これを倒すことでクリアとなる。練習用ステージなのでクリア率やSPアイテムは存在せず、難易度設定やクリアによるポイントの入手もない。また、敵に攻撃されてもダメージを受けない。
殲滅（elimination）
前述のとおりボス以外のクリーチャーを全滅させていくミニゲームシナリオ。各部屋は、前作および本作のシナリオで登場した部屋が脈絡なくつながっている。「殲滅1」「殲滅2」「殲滅3」がある。「殲滅1」「殲滅2」は敵を倒すだけで特に面倒な仕掛けはないが、「殲滅3」では地雷が設置されているため、可能な限り破壊しながら進む必要がある。なお、制限時間内に敵を全滅させないとゲームオーバーになる。時間切れになると、前作「発生」の時限イベントと同様のムービーと共にゲームオーバーとなる。
対峙（show down）
前述のとおりボス戦のみのミニゲームシナリオ。「対峙1」「対峙2」「対峙3」があり、「対峙1」は前作のボス、「対峙2」は本作のボスと戦うことになり、「対峙3」は前作と本作両方のボスに加え、最後には3体のタイラントが待ち構える。「殲滅」と違って制限時間は設けられていないが、ボスを倒すたびにフィールドが自動的に切り替わるため、武器や回復薬の類は取り損ねると後戻りできない。

## プレイヤーキャラ
おおまかなプロフィールや能力は前作と同じ。エクストラアイテムや新しく追加されたアクションについて説明する。詳しくはバイオハザード アウトブレイク#プレイヤーキャラを参照。また、声優は全員前作から変更された。
ケビン・ライマン（Kevin Ryman）
声 - カーク・ソーントン
31歳のR.P.Dの警察官。
「死守」では職場である警察署のマップを熟知しているほか、自分のロッカーなどから便利なアイテムを取り出せる。今作では単独行動するタイプになっており、普段は単独行動するが、プレイヤーが危険な状態になると、同行し護衛してくれるようになる。
医者という人材からかジョージには協力的。シンディに対して好意がある様子だが、性格的に相容れないマークとは仲が悪い。
エクストラアイテムは「45オートのマガジン」。追加アクションは通常のタックルの代わりにモーションが大きいが肘部分を当てるとゾンビをダウンさせられる「エルボータックル」。
クリア後の後日談ではマイアミにて警官として再出発する為バイクにて旅立つ姿が描かれる(ただし楽天家気質と遅刻癖は直っていない模様)。
デビット・キング（David King）
声 - ボブ・パーペンブルック
年齢不詳の配管工。
今作でも前作同様に殆ど単独で行動するが、指示を殆ど聞かなくなっている。
ケビン同様にプレイヤーがピンチになると護衛してくれるが、プレイヤーがヨーコの場合のみ単独行動を取りにくくなる。理由は定かではないがマークとアリッサに対しては協力的で、逆にシンディとは不仲。
エクストラアイテムは「ライター」。追加アクションは「連続ナイフ攻撃」が4段になり、上方・下方も2段攻撃になった。これにより、さらに接近戦に特化した。スパナはダウン性能がやや下がった。また、デビットのみが開けられる「ハッチ」がシナリオ中に数か所存在する。
今作の新規コスチュームは、上半身裸で裸足という野生的な格好となっている。
NPCとしては「突破」に登場。下水道の出口付近に倒れており、ゾンビ化して襲い掛かってくる。
クリア後の後日談ではそれまでの無口で無愛想な気質もやや軟化しており、生存者の誰かと電話で談笑した後、貨物船に乗り込み何処へと旅出っていった。
マーク・ウィルキンス（Mark Wilkins）
声 - ボー・ビリングズリー
52歳の黒人警備員。
今作ではプレイヤー側に同行して行動するようになっているが、マーク自身が危険な状況になると単独で行動するようになる。
同じ黒人同士ということもあるためかジムに対しては協力的で、またデビットのことも信頼している模様。いい加減なケビンとは人間的に合わない。
エクストラアイテムは「ハンドガンマガジン」。追加アクションは「フルスイング」が上方、下方と使い分けられるようになった。また、前作のように立派な体格が災いして狭い場所に入れないデメリットがあるが、メリットとして巨大な箱や車などを一人で押すことができる（他のキャラの場合、ネットワークなら協力すれば押せるがシングルでは不可能）。ガード性能はダメージ無効化からダメージ7割軽減になった代わりに前作よりも多くの攻撃をガードできるようになった。
新規コスチュームは軍服。
クリア後の後日談では「もう危ない橋渡りは懲り懲りだ」と語り、郊外の新居で妻や息子と共に平穏な余生を過ごす光景が描かれる。
シンディ・レノックス（Cindy Lennox）
声 - ジュリー・マッダレーナ
24歳のJ'sBARのウェイトレス。
サービス精神に富んでいて、自分より他人のことを第一に考える性格。
今作では前作よりもプレイヤーに同行して行動するようになっているほか、どのキャラに対しても同行追従して動くようになっている。
医者という人を助ける立場からかジョージを信頼している様子。また、ジムに対しても友好的な気持ちを持っているようだ。しかし無口なデビットとは仲が良くない様子。
彼女の隠しコスチュームは前作に続き、プライベートな物と派手な物が追加されている。前者はバイカースーツ、後者は水着のような非常に露出度の高い格好。
エクストラアイテムは出血状態を防止し、肩を貸したキャラクターを止血する「止血帯」。追加アクションは肩を貸しているキャラクターもしゃがみこむ「同時しゃがみこみ」。
NPCとしては「咆哮」に登場。動物園内を通って救助地点を目指そうとするが、途中でゾンビエレファントに踏み潰されて圧死してしまう。ハーブケースから出たのか、亡骸の周囲にハーブが幾つか出現する。ゾンビ化はしない。
クリア後の後日談では過去のしがらみを捨てて前向きに生きる事を決意、新居にて新たな人生を歩もうと構想を練っている姿で終わる。
ジョージ・ハミルトン（George Hamilton）
声 - ボブ・ブッフホルツ
39歳の外科医。
今作では、ほぼプレイヤー側に追従して行動してくれるようになった。またシンディ同様に単独行動は殆ど取らず、どのキャラに対しても同行して行動する。
他人を気遣う性格のこともあるのかシンディとは仲が良い様子。また警察官という人柄故かケビンにも信頼を寄せている模様。アリッサには気がある様子。ヨーコに対しては不信感を抱いているようで非協力的。
エクストラアイテムは様々なカプセルを射出できる「カプセルシューター」。これの追加によりサポート的要素の強いキャラとなった。追加アクションはないが、かわしタックルの移動距離が若干短くなった。2では回復薬・抗ウィルス薬の(大)がなくなり、メディカルセットでつくれる薬が、赤＋青からは回復薬3個、緑＋赤＋青からは抗ウィルス薬3個に変わっている。これにより薬品がストックしやすくなった。
クリア後の後日談では「これからは忙しくなりそうだ」と語り、大学の研究室に戻りバイオウィルス治療の研究に携わる事を示唆する姿が描かれている。後日談において他のキャラクターはコスチュームBをベースとしたカジュアルな格好をしているが、彼のみ本編同様のスーツ姿である。
アリッサ・アッシュクロフト（Alyssa Ashcroft）
声 - ジェシカ・ストラウス
28歳の「ラクーンプレス社」に勤める新聞記者。
今作では、殆どの場合において単独行動を取るタイプになっており、それ故にパートナーとしての活躍にはあまり期待出来ないキャラとなってしまっている。
実は過去の体験の記憶を一部失っており、『記憶』シナリオをアリッサでプレイすると計4箇所、追加イベントを見ることができる。また、このイベントをすべて発生させて病院ルートをクリアすることでアリッサが失った記憶を取り戻し、専用エンディングを見ることができる。
自分を慕っているという立場からかヨーコに対しては協力的。逆にジョージのことについては快く思っていない様子。
隠しコスチュームは、一方は空手着。もう一方はトライアスロン用のユニフォームで、どちらにしてもスポーツ関連である。
エクストラアイテムは「スタンガン」。追加アクションはないが、バックステップが前作より動作がやや遅い分、後退距離が伸び、無敵時間が存在するようになった。
NPCとしては「記憶」に登場。低難易度だと森の途中で休んでいて、プレイヤーにアイテムをくれるが、高難易度だとゾンビ化して襲い掛かってくる。
クリア後の後日談では彼女の告発記事が掲載された新聞、TVにはアンブレラ社のスキャンダルと凋落を知らせるニュースが写り、事件での彼女の成果が実を結んだ事がうかがえる。
『バイオハザード7』にて、彼女の書いた新聞記事が読める。その時点でアウトブレイクのプレイヤーキャラで現在唯一生存が確定しており、記者としても現役の模様であったが、シリーズ本編11作目にあたる『バイオハザード レクイエム』では、同作本編の8年前に亡くなったことが語られるほか、彼女の娘でFBI分析官のグレースが主人公となる。
ジム・チャップマン（Jim Chapman）
声 - ボー・ビリングズリー
24歳の地下鉄職員。黒人。
「異界」では駅のマップを始めから熟知している上に職員エリアの鍵を最初から持っており、更に随所にあるダクトに入って移動することが可能。
前述のとおりマークと仲が良く、ヨーコに気がある様子。アリッサのことは恐れているようで非協力的。
パートナーの時は状態が良い時は単独行動を取りつづけるが、傷を負うなどで少しでも自分の身が危なくなるとプレイヤーに付いて行動する。指示をあまり聞かず、回復アイテムも少しでも傷を負うとすぐ使ってしまうため回復アイテムの消耗が激しい。
エクストラアイテムはクリティカル率が上がるなどの効果がある「幸運のコイン」。追加アクションは棒系の武器を装備するとボタンを押しっぱなしでずっと攻撃ができる「連続振り回し」。死んだふりが弱体化しており、倒れている最中は無敵状態ではなくなった。パーソナルアイテム、コインでのクリティカルヒット率の上昇が15％から10％に低下している。
クリア後の後日談では再就職先も決まり、趣味の靴集めとバスケットを楽しむスリルとは無縁な日常生活へと戻っていった。
ヨーコ・スズキ（Yoko Suzuki）
声 - リア・サージェント
20歳の日系人女性。自称大学生。
コンピューター知識に長けていて探究心が強く、意外にタフな行動となって現れることも多い。パートナーの時は常にプレイヤーについてくる上に指示に対する反応も良いのでパートナーとしては最適。
ケビンに好意があり、デビットのことも気になる様子。ジムのことは快く思っていない。
エクストラアイテムは、一部の即死攻撃のダメージを軽減し、ウィルス耐性が若干上がる効果のある「お守り」。追加アクションはタックルの代わりに相手をのけぞらせた後、エスケープを行う「突き飛ばし」。最大まで溜めるとエスケープはしないものの、威力が若干上昇し、ダウン率が高くなる。
隠しコスチュームは、一方はカンフー道着。もう一方はスクール水着である。
クリア後の後日談では「突破」に登場した元アンブレラ研究員リンダと共に法廷に入り、元職員そして実験対象でもあった自分の秘密を公表し、アンブレラ社告発の為に証言台で宣誓する姿がアップになる所で終わる。

## NPC
ここではゲームに登場するNPC（ノン・プレイヤーキャラ)を紹介する。前作と同様、条件を満たすとNPCを使用してプレイすることが可能。NPCは十数人ほど存在するがここでは「シナリオ上の重要人物」「ある程度台詞のある人物」のみについて解説する。

### 咆哮
オースチン・テイラー
ラクーン動物園の監視員。
ハンターとしての腕前は一流だが、園内に私物の銃を持ち込むなどしていたため勤務態度の評価は低かった。
なお、作中に登場する武器「ハンティングライフル」も自身の持ち物で、上司からは持ち帰るように注意されていたが、皮肉にもこの事がメインキャラクター達の脱出に大いに貢献することとなる。
難易度をハード以上にすると監視所に登場し、生き残った職員に自分の無事を伝えるように依頼する。
パトリック・レイズ
ラクーン動物園の職員で、オースチンの腕前を信頼している。
ゾンビや逃げ出した動物達に襲われたらしく、象ステージの2階に倒れてプレイヤーキャラ達が発見する頃にはひどく衰弱している。
オースチンの無事を伝えたか否かで死に際が多少変化し、無事を伝えた場合はアイテムを渡しつつ、安らかな表情で事切れる。
ロイド・スチュアート
ラクーン動物園の職員で、帽子を深くかぶっているため素顔は見えない。
動物園正門の施錠を担当していたらしく、園長が彼に宛てて書いた施錠に関するメモが確認できる。
また、パトリックと同じくオースチンを信頼している。事務所に逃げ込んでおり、オースチンの無事を伝えると「機会を見て彼のところに向かう」と言いつつ、アイテムをくれる。

### 異界
ジャン
R.P.D.の警察官で、ケビン、アーロン、フレッドの同僚。
難易度ハード以上で登場し、ゾンビへの恐怖で逃亡を続けていたが、地下鉄入口において力尽き、ケビン達に宛てた遺書を残して果てる。
リッキー
ラクーンシティの地下鉄職員で、ジムの同僚。
真面目系だからなのか、楽天的なジムの態度に時折反感を覚えていた。
勤務中にメガバイトに噛み付かれてウィルスに感染後に死亡し、駅のトイレで死体となって発見されている。

### 記憶
アル
アークレイ山地にひっそりとたたずむ山小屋に住む老人。
リーガン・マレット
ラクーンシティから逃亡し、山小屋にたどり着いた女性。
逃亡の最中に襲われて傷を負い、一緒に連れてきた娘ともはぐれてしまう。
その後、動けない自分の代わりに娘を探してくれるようプレイヤーに依頼し、要求通りに娘を連れてくるとお礼に森で拾った武器をくれる。
ルーシー・マレット
リーガンの娘。
母親と共にアークレイ山地へと逃げてきたが途中ではぐれてしまい、山中の川辺を彷徨っていた。
カート
回想にのみ登場する新聞記者で、アリッサの元同僚。
現在は廃病院となっているアークレイ山地の病院で違法な臨床実験が行われていると知り、証拠を掴むために調査を進めるが、病院が閉鎖されるきっかけとなった事件に巻き込まれて死亡する。
ドロシー・レスター
かつて廃病院に入院していた院長の妻。
不治の病に冒され、カルテ上は死亡している。

### 死守
リタ・フィリップス
声 - ウェンディー・リー
R.P.D.の女性警察官。上司であるマービンを慕っている。
脱出手段を探しており、女神像の抜け道が発見されると、署員や署に避難した市民の脱出のためにそこを通り、外部に助けを呼びに行く。
その後、ハリーと共に護送トラックで助けに駆け付け、玄関に集まった生存者たちの収容にはほぼ成功するが、最後の最後で意に反してマービンを置いて逃げることになる。
劇中、フルネームが明かされることはなかったが、『2』のリメイクである『RE:2』で、警察署の西側オフィスにある名札で名前を確認することができる。
マービン・ブラナー
R.P.D.の警察官で、『2』に登場したマービンと同一人物である。
ゾンビやリッカーに支配された警察署から脱出するべく抜け道を探し、リタの協力によって外部に連絡を取ることに成功するが、脱出直前にゾンビに襲われて深傷を負ってしまう。
避難車両到着後は生存者たちが脱出する時間を稼ぐため、そして、自分は既に感染しており助からない（仮にリタ達とトラックで脱出しても途中でゾンビ化し、彼女達に襲いかかる可能性が高い）と悟ったため、あえて警察署に残り玄関からゾンビたちを攻撃した。
その後の結末は『2』で明らかになっている。ケビン編のEDでマービンが新人警官の教育係を務めていることがうかがえ、他のEDで流れた本編の回想がない代わりに1台のパトカーとすれ違っている。
ベン・ベルトリッチ
市外からラクーンに訪れていた新聞記者で、『2』に登場したベンと同一人物である。同業者であるアリッサとは顔見知り。
署長の身辺を調査していたため留置場に入れられたが、バイオハザード発生後も安全のために自らの意思で留置場にこもっていた。その後の結末はやはり『2』で明らかになる。署内に散乱したスクープ写真が収められた「フィルムケース」を渡すことでアイテムと交換できる。
アーロン
R.P.D.の署員で、ケビンの後輩。
前作の「発生」シナリオのクリア後ムービーにも少しだけ登場していた。
ゾンビやカラスの署内への侵入を食い止めるため外階段を守って奮戦するも、最期にはゾンビに腹部を噛み切られて殉職する。
フレッド
R.P.D.の署員で、ケビンやジャンの友人。
屋上でゾンビやカラス相手に奮戦していたが、アーロン同様に救援の到着前に殉職する。
トニー
R.P.D.の警察犬訓練士。
警察署が混乱に陥る中で警察犬達を心配して犬舎に様子を見に行くが、既にゾンビ化していた警察犬に襲われて殉職する。
ハリー
前作から引き続き登場した R.P.D.の警察官。
眼鏡をかけた太った体型の警官で、臆病な性格の持ち主。
リタからの知らせを受け、警察署に護送トラックで助けに来てくれる。
リタやプレイヤーキャラの救助に成功するがマービンは警察署に残る決意をしており、トラックにもゾンビが迫ったため、恐怖のあまりマービンを置いてトラックを発車させてしまう。

### 突破
リンダ
アンブレラの女性研究員。
試薬のサンプルを持ち帰るために研究所を訪れ、タイラントが起動した後は出口から脱出しようとするが、突如現れたタイラントによって地下に突き落とされてしまう。
その後はプレイヤーに発見され、試薬についての情報を語るも今度は濁流に流されてしまう。
その後、なんとか市街に出るもアップルイン前道路で狙撃されて重傷を負い、アップルインホテルに隠れる。彼女を生還させたか否かがエンディングに大きく関わり、生還させた場合はラクーンシティ脱出後にヨーコと共にアンブレラ社について裁判所で証言するムービーが流れる。
カーター
アンブレラの研究員。
リンダと同じく試薬のサンプルを取りに来ており、研究所入り口でゾンビに襲われるもデビットに助けられる。
その後、研究所内を徘徊するハンターを掃討するためプレイヤーにMOディスクの解析を依頼、そのディスクで護衛用のタイラントを起動させた。「タイラントには爆薬を仕込んであり、いざとなったらスイッチ一つで即座に始末できる。奴は便利な道具だ、存分に利用させてもらうよ」と豪語していたが、リンダの待っている出口に来た際に後ろから暴走したタイラントに襲われ、起爆スイッチを使う間もなく、悲惨な最期を迎えた。
ロドリゲス
声 - ラリー・レオン
アンブレラの特殊部隊U.S.S.第二分隊の隊長で、サングラスをかけている。
リンダとは協力関係にあったらしく、ミサイルが落ちる寸前までリンダを待ち続ける。ニュクスの入ったカーゴを奪取したことでアンブレラ内での権限をすべて剥奪され、別働隊であるU.B.C.S.に抹殺命令も下っていたが、カーゴを奪取した理由は明らかにされていない。
時間内にプレイヤーがヘリにたどり着くことでカーゴの奪取に成功する。時間内にたどり着けない場合はルートが変化し、1人でヘリを発進させた後にトミーによってカーゴを落とされてしまう。
アーノルド
アンブレラの私設部隊U.B.C.S.の隊員。
PSG-1狙撃銃を愛用している。市街地に地雷を仕掛けており、踏むと大ダメージを受ける。リンダを狙撃したのは彼で、更にはプレイヤーに対しても容赦なく狙撃してくる。
ニュクスのカーゴ奪還とロドリゲスの暗殺任務にあたっていたが、核による滅菌作戦「コード・ダブルエックス」の存在を知り、トミーを見限って街から逃走した。その後の動向は不明である。
トミー・ニールセン
アンブレラの職員で、ラクーンシティ内に存在するカーゴドックの管理を担当していた。
ロドリゲスによってニュクスを封入したカーゴを奪取されそうになり、U.B.C.S.隊員を引き連れてロドリゲスの行方を追っていた。
自身の立場を優先する性格で、任務成功のためにアーノルドらに対して口うるさく指示したり、街にミサイルが撃ち込まれる重大なことをアーノルドに一切知らせていないなど、自身の立場のためならばU.B.C.S.隊員達も捨て駒にしようとする姿から、冷酷かつ非道な人物として描かれている。
一方で、アンブレラ側では上司から職位の維持を条件にロドリゲス抹殺を強要されるなど小物に近く、最終的には部下のアーノルドに見限られる。その後、ルートによっては非戦闘員ながら自らロケットランチャーを使い、ロドリゲスのヘリを撃ち落とそうとする。命中はしなかったものの、ロドリゲスが回避行動をとった際のはずみで鎖が外れてコンテナが落下し、結果的にニュクスの奪還に成功する。その後の行方は不明である。

## クリーチャー
本作固有のクリーチャーのみ記載。その他のクリーチャーに関してはバイオハザードシリーズ#登場クリーチャー及びバイオハザード アウトブレイク#登場クリーチャーを参照。2つ目の括弧内は出現シナリオ。
オスカー／ゾンビエレファント（ZOMBIE ELEPHANT）（「咆哮」）
元々は動物園の花形であった「オスカー」と名付けられた象だったが、ウィルスに感染してゾンビ化。
園内に侵入した際にムービーで登場し、その後は獲物を求めて動物園内を彷徨う。鼻による攻撃はもちろん、巨体を生かした突進や、鼻で人間を高く放り投げる攻撃を行う。条件次第で「咆哮」シナリオのボスとして登場。園内を徘徊している最中にも倒せるが、耐久力が高く倒すのは難しい。両足を上げて踏みつぶす即死攻撃を持つが、特定の場所では鼻を使って窓から連れ去る即死攻撃を行う。
自身のパレードのBGMに反応するという性質を持ち、ボス戦でBGMが収録されたカセットテープを屋台に使うと屋台に突撃し、大ダメージを与えることができる。
ゲーム本編で入手できるファイル「象の飼育員の日記」には、象の様子がおかしくなっていく過程が書かれており、象ステージの門に引っかかった象の飼育係の遺体が見つかる。
ゾンビハイエナ（ZOMBIE HYENA）（「咆哮」）
動物園のハイエナがウィルスに感染してゾンビ化。
集団で行動する性質は変わっておらず、大抵は2匹同時に出現する。小型だが素早く、噛み付かれると出血させられやすいため、追い詰められると脅威になる。性質や能力はゾンビ犬に似ているが、腕への噛み付きは行わない。
ゾンビライオン（メス）（ZOMBIE LION FEMALE）（「咆哮」）
ウィルスに感染してゾンビ化したメスライオン。
本来ライオンは群れで行動するが、ゾンビライオンは単独（場合によっては2、3匹）で行動している。
離れていると走りながら接近し、一直線に突進、距離が近いと引っ掻きを行う。咆哮を上げた後は即死攻撃を行う。
マックス／ゾンビライオン(オス)（ZOMBIE LION MALE）（「咆哮」）
元は動物園のショーで人気者だった「マックス」という名のオスライオン。
ゾンビ化しても群れを統率する性質は残っており、戦いの際はメスライオンを引き連れて現れる（NORMAL以下の難易度では単独で登場する）。通常、「咆哮」のボスはゾンビエレファントだが、ゾンビエレファントを象ステージに閉じ込めて脱出、または園内で倒した場合、「咆哮」シナリオのボスとして登場する。
行動パターンはメスと同じだが、耐久力が非常に高いうえ、駅の屋根に昇って体力の回復を行う行動が追加されている。また、新たな攻撃手段として屋根からの奇襲と体当たりが追加されている。
ホーンビル（HORNBILL）（「咆哮」）
動物園のサイチョウがウィルスの影響で凶暴化したもの。
普段は上空を旋回しているが、プレイヤーを見つけると巨大なくちばしを武器に突進してくる。性質はカラスと似ている。
フライングバグ（FLYING BUG）（「咆哮」）
ウィルスに感染したアブの大群。
アブの大群だが、名前は何故か「飛行する虫」である。
攻撃力は無いに等しいが毒を持っているために軽視できず、ハンドガンなどの単発武器では効果が薄く、回避もしにくい。殺虫スプレーやショットガンなど広範囲に攻撃できる武器が有効。
なお、倒しても一定時間後に同じ場所に無限に湧く。
ツタ（IVY）（「咆哮」、「記憶」）
何らかの植物の触手。
攻撃力は低いが、一度捕まると身動きが取れなくなる。ある程度攻撃すると消えるが、一定時間経過すると復活する。
特殊溶剤の薬ビンや刃物、火炎系の武器でのみで完全に倒せる。
メルティ／ラフレシア（RAFFLESIA）（「咆哮」）
動物園に展示されたラフレシア。
動物園のチラシでラフレシアに「メルティ」と名前が付いていたことがわかる。
本来の開花時期は短いが、ウィルスに侵されたことで満開を保っており、匂いにつられたフライングバグが集っている。自身は一切の移動手段・攻撃手段を持たず、銃火器などの攻撃を受け付けない。上からコンテナを落とすことで倒せるが、倒すとフライングバグがあちこちに飛び散ってしまう。
なお、ラフレシアが生きていれば周囲にフライングバグが集まっているため、倒さずに放っておけばフライングバグとの戦闘を回避できる。
アリゲーター（ALLIGATOR）（「咆哮」）
動物園の湖畔エリアで飼育されていたワニがウィルスの影響で凶暴化したもの。
『2』に登場したタイプと違って巨大化はしていないが、それに引けをとらない攻撃力・耐久力を持っている。地上にいる場合は飛び出て来て噛みつき、水中にいる場合は大きく飛び上がっての体当たりと、池の底から急に噛みつく2つの攻撃手段を持つ。特に3つ目は非常に回避しづらく、水中では無類の強さを誇る。
水中・水上を問わず噛み付かれて体力が尽きようものなら食われて即死なので、アリゲーターがいる池に入るのは自殺行為に等しいが、難易度や使用キャラクターによっては出現エリアの桟橋が崩落しているため、渡らなければならない。
メガバイト（MEGABITE）（「異界」）
Tウィルスの影響で巨大化したノミ。
名前は体の大きさから来ている。
大きさや色はさまざまだが、最大のものは3メートルから4メートルにもなる。
集団で行動し、獲物を見つけると跳ねながら接近してくる。血を摂取すると瞬時に巨大化して凶暴になり、攻撃手段が回転タックルと爪による引っ掻き（出血あり）になる。黒い個体は巨大化こそしないものの、獲物に取り付くと血を吸うと同時に毒を注入する。
また、各所に置かれている輸血パックを使うと一時的に足止めできるが、この場合も巨大化するうえに黒い固体とすでに巨大化している個体には効果がない。
『カプセルシューター』に解毒剤を込めてヒットさせると大ダメージを与えられるほか、殺虫スプレーも効く。
ギガバイト（GIGABITE）（「異界」）
「異界」シナリオのボスクリーチャー。
メガバイトのウィルス感染が進行し、体高十数メートルにまで巨大化したもの。
地下鉄トンネルに巨大な巣を張っており、メガバイトに餌を運ばせているいわゆる「女王アリ」のような存在である。
自ら動いて積極的に攻撃することはほとんどなく、たまに爪を使って攻撃してくることもあるが、ほとんどの場合はメガバイトを巧みに操って攻撃してくる。作中ではプレイヤーキャラをランダムに拉致するというイベントが用意されている。
設定資料によると地下鉄車両で避難していた住民たちを線路に張った繭で捕獲し、中に閉じ込めた乗客を吸血していた。本編中で餌の配給をメガバイトに任せているのは、ラクーンシティの地下鉄車両をすべて漁り尽くしたためである。
メガバイトと同じく、カプセルシューター（解毒剤）や殺虫スプレーが効く。特に殺虫スプレーは複数ヒットするうえに怯ませるため、銃火器より効果が高い。
グリーンゾンビ（GREEN ZOMBIE）（「記憶」）
T-ウィルスに汚染された植物と同化したゾンビ。
頭部には頭蓋を突き破って毒々しい花が咲いている。耐久力や攻撃力、攻撃手段は同じだが、通常のゾンビに比べ移動速度が速く、攻撃すると頭部から毒花粉をばらまく。毒花粉の範囲は突き系武器の射程ギリギリの範囲。
薬瓶（特殊溶剤）が弱点。
イビルシェード（EVIL SHADE）（「記憶」）
廃病院の特定の場所に生える巨大な蕾。
名前は「邪悪な陰」という意味があり、毒花粉を撒き散らすところから来ている。
一定間隔で毒の花粉を撒き散らすが、プレイヤーを狙ってくることはない。攻撃すると一時的にしぼむが、しばらくすると復活する。
弱点である特殊溶剤の薬ビンや刃物、火炎系の武器を用いるか、しぼんだ後に追撃をかければ完全に倒せる。
ドレイナー（DRAINER）（「記憶」）
特別病室の天井からぶら下がるヒュージプラントの一部。
名前のDRAINERには「枯渇させる」という意味があり、下記の行動から来ている。
ヒュージプラントの養分にするべくプレイヤーの頭部を掴み取って吸血する。あらゆる攻撃を受け付けないが、ヒュージプラントを撃退すれば同時に枯れる。
ツイストアッパー（TWIST UPPER）（「殲滅」）
アークレイ山地にごくわずかに生える巨大なツタ。
名前は捻れたツタがアッパーのような攻撃方法をとることから。
エクストラシナリオの「殲滅2」のみに登場する。つり橋の下などから突き上げるようにして攻撃するが、プレイヤーの攻撃は一切受け付けない。
ツタの正体やこれが本体かなど、謎が多い。
アクスマン（AXEMAN）（「記憶」）
アークレイ山地に建つ廃病院の中を徘徊する、斧を持ち覆面を被った謎の男。
高速でプレイヤーに接近し、斧を振り回したり、キックを繰り出す。特に斧による攻撃は強力で出血の可能性も高いほか、即死攻撃も使う。
一定時間同じ部屋に留まる、もしくは特定の場所に行くと出現する。通常は完全には倒せず、一定のダメージを与えると逃走し、一定時間出現しなくなる。
ヒュージプラント撃退後の病院崩壊中に出現した時のみ完全に撃退することが可能で、それにより正体を知ることができる。また、撃退したかどうかでエンディングが変わる。
「記憶」を難易度VHでクリアするとNPCとして入手でき、シリーズでも珍しく、操作可能なキャラクターとなるクリーチャーである。
アルバート・レスター
アクスマンの正体であり、郊外の山小屋に住む老人であり、本来は廃病院が病院であった頃の院長だった男性。
愛称は「アル」。ドロシー・レスターという妻が居た。
妻を失った後に、病院で見つけた奇妙な植物(=ヒュージプラント)に妻の面影を見出して以降、その植物に尽くすことを決断したという狂気の経緯を持つ人物(実際はヒュージプラントはドロシーが変異したものである為、アルバートは正しかった事になる)。
本編で得られる日記には空腹感や痛覚が無くなっていることが書かれていた。
ヒュージプラント（HUGE PLANT）（「記憶」）
「記憶」シナリオのボスクリーチャー。
廃病院の地下にある特別病室に根を張り、病院全体を覆い尽くす巨大な食人植物。
ある人物がアンブレラの非公認薬の副作用により長い年月をかけて植物へと変容したもの。
ザクロのような核が弱点だが、非常に硬い表皮に包まれており、事前に院内複数個所に存在する箇所を特殊溶剤により除去しておかないとダメージを与えられない。
ドロシー・レスター
アルバートの妻。
不治の病に冒されてしまい昏睡状態に陥ってしまう。
後にアンブレラの非公式薬の投与によって、一時的に快方に向かい、自我もあったものの、次第に異常な食欲に支配され、最終的には記録上で死亡扱いとなる。
が、実は生存しており、病院に巣くっていた植物と融合し怪植物ヒュージプラントに変異、病院の建物中に根を張り巡らせて全体を支配していた。
ドロシーが打たれたウイルスは謎であるが、食欲以外の特徴がtウイルスと異なる。
ハンターμ（「突破」）
研究所で開発されたハンターαをベースとした小型化試作体。
通常のハンターより小柄であり、攻撃力・耐久力は多少劣るが機動力が向上しており、小型ゆえに攻撃が当たりにくい。
研究室内で特定の行動を行うと出現するが、プレイヤーの行動次第では遭遇しない。
タイラントT-0400TP型（TYRANT）（「突破」）
アンブレラの研究によって誕生した、暴君の名を冠する究極のB.O.W.。
本作に登場する個体は『2』などに登場した量産型（T-103型）の1体。
アンブレラの研究所で冷凍保管されていたが、研究員のカーターによって目覚める。
研究所内のハンターを駆逐するようにプログラムされており、起動後しばらくはハンターを撃退してくれる頼もしい味方であるが、後に暴走してカーターを殺害し、目に映るものすべてに襲いかかるようになり、プレイヤーにも襲いかかってくる。
今作のタイラントは『2』や『ガンサバイバー』のような緩慢な動きではなく、ダッシュ移動を行う。起動の際に入力したコードA･Gにより攻撃力・素早さなどが変化し、コードGにした場合は動作が少し緩慢になる代わりに攻撃力が上がり、即死攻撃ではないものの喰らうとほぼ間違いなく這いずり状態になる「ダブルハンマー」を多用するようになる。
また、体内には爆弾が仕掛けられており、起爆スイッチで爆弾を起爆すれば即死させることができる。
なお、暴走前の状態でもプレイヤーへの攻撃判定自体はあるため、攻撃動作の際に近くにいると巻き添えを食らう。
タイラントR（TYRANT REBORN）（「突破」）
生命の危機に瀕した量産型タイラントのリミッターが外れ、劇的なパワーアップを遂げた形態。
肥大化した岩石のような肉体や両手に形成された巨大なツメなど、スーパータイラントと共通している部分もあるが、その能力はスーパータイラントを遥かに凌駕している。
驚異的な攻撃力・機動力に加え、即死攻撃「メガスラッシュ」を持つ。
タイラントの段階で起爆スイッチを使っていなければ、この形態でも即死させることができる。
ニュクス（NYX）（「突破」）
本作の最終ボスであり「突破」シナリオのボスクリーチャー。
ギリシャ神話の夜の女神の名を冠した生物兵器で、巨大な肉塊のような姿をしている。
あまりにも強力すぎるために制御を受け付けず、特殊合金製のコンテナに封印されていたが、ヘリによる空輸の際にコンテナが落下し、その衝撃で目覚めてしまう。
生物を体内に取り込む能力を持ち、落下地点に居合わせたU.B.C.Sの小隊を瞬く間に全滅させた後に死体を吸収し、その後タイラントRですら一瞬にして取り込んでしまう。全体的に動作は鈍いが、近距離では足元から伸ばす触手攻撃及び腕振り回し攻撃を行い、遠距離では肉片を飛ばしてくる。迂闊に近づくと体内に取り込まれてしまい、瀕死状態と同様にウイルス進行度が劇的に上昇し、100%になる前に仲間がニュクスを倒さない限り助からないという絶望的な状態に陥る。
弱点は腹部に隠されている巨大なコアだが、通常時は隠れており、取り込まれたタイラントに攻撃を加えることで核が開く。
タイラント、タイラントRに使用していない状態で起爆スイッチを使うと、即死こそしないが戦況を有利にすることができる。
ヘリでの脱出ルートを選択した場合は、コンテナの落下イベントがないためプレイヤーとは遭遇しない。
ゲーム本編のファイルによると現段階ではまだ試験体であり、正式なB.O.W.ではない。何を素体に、どんな目的で製作されたのか、本来はどんな姿をしていたのかは謎に包まれている。
タイラントC（TYRANT C）（「対峙」）
量産型タイラントの頂点に君臨する個体で、「対峙3」のラストに登場する隠しボス的存在。
通常の量産型と違って赤いコートを纏っており、額には角のようなものが形成されている。体力や攻撃力は他の個体と同程度だが、その移動速度は他のタイラントの比ではないうえ、回避困難な即死攻撃「メガスラッシュ」も使う。
「C」の意味については、「カスタム」の頭文字であるという説、またはその姿や特性から「Char Aznable」の頭文字であるという説があるが、公式には不明である。

## 登場武器
この項では『FILE2』で新たに登場した武器に関して述べる。前作の武器も大半のものが登場している（前作の武器に関してはバイオハザード アウトブレイク#登場武器を参照）。前作では射撃した際に銃口から硝煙が出るだけだったが、今作からはマズルフラッシュを発するようになった。

### 銃器
ハンドガンGL（グロック17）
「異界」のHARDまたはVERYHARDと「殲滅」にて入手できる。
通常のハンドガンより攻撃力が低いが、装弾数が多く距離による威力の減退も少ない。
ハンドガンHP（ブローニングHP）
「死守」にて警察署内に多数落ちている。通常のハンドガンと比較して装弾数が少ないが、攻撃力が高く、距離による威力の減退が一切起こらない。ただし敵をのけ反らせる効果が低い。
リボルバー（S&W M36）
「咆哮」にてHARDまたはVERYHARDで入手できる。
リボルバー式のハンドガンで、威力は通常のハンドガンの1.5倍ほどあるが、距離による威力の減退が大きく装弾数が5発しかない。専用の.38スペシャル弾を使用。
ショットガンE（レミントンM870）
「咆哮」「異界」「記憶」にて入手できる。
狩猟モデルの散弾銃。通常のショットガンより威力がやや低めだが、距離による威力の減退が比較的小さい。
ハンティングライフル（レミントンM700）
「咆哮」にて入手できる。
大型獣に対して使われる大口径ライフル。反動が大きく装弾数が2発しかないが、威力はグレネードランチャーを上回り、距離による威力の減退も無い。専用のライフル弾を使用。
上記のほか、グレネードランチャーの火炎弾・すべてのハンドガンタイプの銃器のマガジン（計5種類）・マグナムハンドガンの予備弾薬・サブマシンガンのマガジンが追加された。

### 打撃武器
前作と比較して威力が全体的に上方修正されており、扱いやすくなっている。
角材
威力は木製の棒と同程度で、耐久度はこちらの方が高い。
斧
「記憶」シナリオにのみ登場。威力はハンマーやスタンロッドに次いで高く、他の打撃系武器と異なり絶対に壊れない特性を持つ。植物系クリーチャーに対して非常に効果が高い。

### 投擲武器
特殊溶剤の薬ビン
緑色の溶剤が詰められた薬ビン。T-ウィルスに感染した植物を枯らす効果がある。黄色や灰色の薬ビンに比べ威力は低いが、イビルシェードやヒュージプラント、グリーンゾンビに有効。

### その他
スタンガン
アリッサのエクストラアイテム。威力は低いがダウン効果が非常に高く、足止めに適している。初期使用回数は8回だが、バッテリーと組み合わせることで使用回数を8回ずつ増加させることができる。
時限爆弾
バッテリーとジャンクパーツを組み合わせることで作成可能。ライターで着火することで爆発し、周囲の敵に大ダメージを与えられるが、近くに自分や仲間が居ると巻き込まれるので注意が必要。
カプセルシューター
ジョージのエクストラアイテム。回復アイテムである各種カプセルを射出し、離れた味方の回復が可能。また敵に打ち込むこともでき、抗ウィルス剤は敵に撃つとマグナムに匹敵するダメージが与えられるので攻撃としても使えるほか、解毒剤で虫系の敵にダメージを与えることもできる(回復剤と止血剤はひるませるのみ)。ただし自動照準を使うと味方に向けられ、敵に照準を合わせることは出来ないため、敵を撃ちたい場合は手動で調整する必要がある。最大装填数は255。前作に登場したアンプルシューターと同じ外観をしている。
なお、回復剤はセルフ使用するよりもカプセルシューターで撃ち込んだ方が回復量がアップする。
起爆スイッチ
シナリオ「突破」及び「対峙」にのみ登場。カーターがタイラント暴走に備えた保険として用意していたもので、タイラントの体内に仕込まれた爆弾を信号の届く2メートル以内で2秒間押し続けることで爆破することができる。一度しか使えず、有効距離も非常に短いが、成功すれば一撃で倒すことができる。

## バイオハザード アウトブレイク サバイヴ
アウトブレイクシリーズは2004年を最後に続編が作られなくなったが、2011年6月20日よりGREE内アプリとして、ブラウザゲーム「バイオハザード アウトブレイク サバイヴ」がリリースされた。ジャンルはソーシャルサバイバルホラー。開発はカプコンからライセンスを取得したアプリカが行った。ゲーム内容は、生物災害下のラクーンシティでプレイヤーが課せられたミッションをクリアしながら、経験値やアイテムを手に入れて攻略していくというものである。
ミッション中はプレイヤーを阻むクリーチャーが出現し戦闘によってこれを倒す必要があるが、負傷した場合はウィルスに感染し、ワクチンを投与しなければならないといったアウトブレイクシリーズのシステムに似通った部分も存在する。
また、ミッション中にはバイオハザードシリーズおなじみのキャラクターと遭遇することがあり、これによりプレイヤーが遭遇したキャラクターをミッションで使用できるようになるなど、カードゲーム的要素も強い。入手したキャラクターにはそれぞれ属性やタイプがあり、経験値の取得によって強化していくことが可能である。
「アウトブレイク」とのタイトルが付されているが、特に「OB」や「OB2」のストーリーとの関わりはなく、登場するキャラクターも「OB」のもののみというわけではなくバイオハザードシリーズの全作品から登場するほか、ゲームの性格が他作品と大きく異なっていることからアウトブレイクシリーズに数えられる位置づけではない。
2015年5月29日にサービスが終了した。